# The Healer (Dr.-Lonnie-Smith-Album)
The Healer ist ein Jazzalbum von Dr. Lonnie Smith. Die am 22. Juni 2011 auf dem Lamantin Jazz Festival, Ungarn und am 14. Januar 2012 im Club The Jazz Standard, New York City entstandenen Aufnahmen erschienen am 18. September 2012 auf Lonnie Smiths eigenen Label Pilgrimage.

## Hintergrund
In Triobesetzung mit Jonathan Kreisberg (Gitarre) und Jamire Williams (Schlagzeug) hatte  Dr. Lonnie Smith im Januar 2010 das Studioalbum Spiral Palmetto Records eingespielt, gleichzeitig sein letztes Album für das Label. Im folgenden Jahr legte der Organist auf einem im Eigenverlag erschienenen Album zwei Livemitschnitte mit diesem Trio vor. Vier der sechs Stücke, aus denen dieses Album besteht, waren bereits in Studioversionen auf den vorangegangenen Smith-Veröffentlichungen Rise Up! (2009) und Spiral erschienen.
Im Interview mit Nick Deriso (Something Else!) sagte Lonnie Smith zu dem Stück „Dapper Dan“:
: It’s beautiful. They’re not afraid to give it to me! (Laughs.) They’re not afraid, and that’s the beauty in it. They seem to gravitate toward whatever I am playing. They jump into it, and plus they add something to it. They’re not just there, you know? Let’s say if I’m playing this, and then I start playing that, they are fast enough to catch on to it. It’s beautiful, the way they are not afraid to go somewhere.
„Es ist wunderschön. Sie haben keine Angst, es mir zu geben! (Lacht.) Sie haben keine Angst, und das ist das Schöne daran. Sie scheinen sich zu dem hingezogen zu fühlen, was ich spiele. Sie springen hinein und fügen etwas hinzu. Sie sind nicht nur da, weißt du? Sagen wir, wenn ich das spiele und dann beginne, das zu spielen, sind sie schnell genug, um es zu verstehen. Es ist schön [zu erleben], wie sie keine Angst haben, irgendwohin zu gehen.“

## Titelliste
- Dr. Lonnie Smith: The Healer (Pilgrimage – PIL001, Pilgrimage – PCD001)[3]

1. Backtrack (Lonnie Smith) 13:17
2. Mellow Mood (Lonnie Smith) 8:22
3. Dapper Dan (Lonnie Smith) 7:17
4. Chelsea Bridge (Billy Strayhorn) 9:41
5. Beehive (Harold Mabern) 10:44
6. Pilgrimage (Lonnie Smith) 11:51

## Rezeption

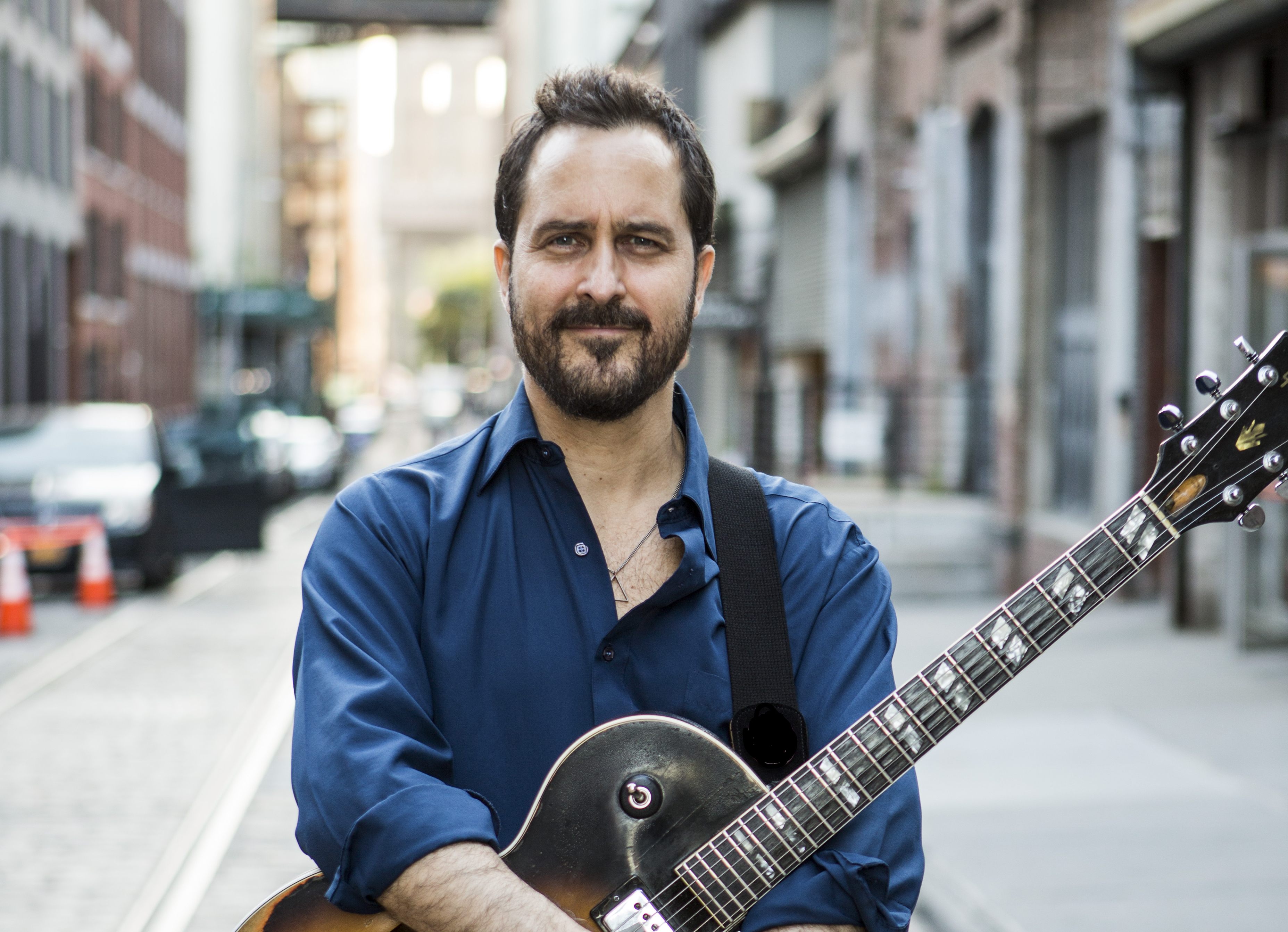
Jonathan Kreisberg (2021), Foto: Claudia McDade

Nach Ansicht von Dan Bilawsky, der das Album in All About Jazz rezensierte, zeige Dr. Lonnie Smith, der inzwischen siebzig Jahre alt sei, keine Anzeichen dafür, eine konservative Kruste zu entwickeln oder musikalisch sanfter zu werden. Das Livematerial strotze nur so vor Kühnheit, Bizarrem und Schönem. Die Balance, die der Schlagzeuger Jamire Williams aus Zurückhaltung und Feuer entwickle, sei für die Entwicklung dynamischer Bögen in diesen Performances unerlässlich, aber es sei Gitarrist Jonathan Kreisberg, der sich als die größte Aufmerksamkeit aus sich zieht, so der Autor. Sein Solo auf „Backtrack“ sei ein fulminantes Statement der Moderne, und er finde die richtige Balance zwischen sakral anmutender Schönheit und Soul à la Allman Brothers auf „Pilgrimage“, das sich von einem ruhigen, gesangsbetonten Gospel-meets-R&B-Sound zu einem lebendigen Stomp aus Lobpreisung und Halleluja verschiebt.